# 莫斯科基輔車站
基輔站（羅馬化：Kievskiy vokzal），前稱布良斯克站（Брянский），是俄羅斯首都莫斯科的一個鐵路總站。  
1918年啟用。往基輔、巴爾幹半島，以至布拉格的列車從本站開出。

## 接驳交通

### 地铁
- 基輔站 (阿尔巴特－波克罗夫卡线)（3號線）
- 基輔站 (菲利線)（4號線）
- 基輔站 (莫斯科地鐵環狀線)（5號線）